# 日本音楽家支援協会
一般社団法人日本音楽家支援協会（にほんおんがくかしえんきょうかい英: Japan Musicians support Association）はプロフェッショナル音楽家のビジネス支援・キャリア支援・福利厚生を提供し、音楽で社会を明るくする演奏機会を創出する支援団体。略称はJMSと呼ばれる場合もある。協会内に、ミュージックピクニック実行委員会と呼ばれるイベント実施組織を持ち、大阪万博の共創チャレンジに挑戦している。
2020年新型コロナウイルスが騒がれ始めた頃に元ピアニスト起業家小林奈美が内閣府が実施する第一回新型コロナウイルス感染症の実体経済への影響に関する集中ヒアリングに参加、友人のライブでクラスター疑惑が報道され誹謗中傷を受けたことやコロナ禍で独自に実態調査を行った結果に驚愕したことで、音楽家の自立支援の必要性を感じ、2020年5月一般社団法人を設立。
後にWebサイトでの発信を見て共感した現理事山角倫代、Parade Artist藤原亨が参画。他、現役音楽家や広告代理店、大手企業の運営メンバーと共に音楽家の新しい価値を育み、音楽で社会を明るくする活動を展開。